# Кереселидзе, Иван Иванович
Иван Кереселидзе (10 ноября 1829, Тбилиси — 21 декабря 1892, Тбилиси) — грузинский поэт, публицист, журналист, общественный деятель.
Издавал первый и единственный в своё время грузинский журнал «Цискари» («Заря»; 1857—1875). Возобновил свою деятельность в 1887 кратковременным изданием сельскохозяйственной газеты под тем же названием; раньше был воспитателем Тифлисской губернской гимназии..